# Allegro (musical)
Allegro è un musical con libretto di Oscar Hammerstein II e partitura di Richard Rodgers, portato al debutto a Broadway nel 1947. Dopo i grandi successi di Oklahoma! e Carousel, Allegro riscontrò critiche meno favorevoli e fu giudicato troppo moralista. Lo spettacolo rimase in cartellone per nove mesi di rappresentazioni prima di imbarcarsi un breve tour statunitense. Da allora il musical è stato portato in scena solo di rado ed è tra i meno rappresentati tra i musical di Rodgers e Hammerstein. Nonostante lo scarso successo del musical, due brani dalla colonna sonora raggiunsero il successo dopo essere stati incisi da Frank Sinatra: So Far e A Fellow Needs a Girl.

## Trama

### Atto I
Marjorie Taylor, la moglie del dottore del paese, dà alla luce un bambino, che viene battezzato Joseph come il padre. Il piccolo cresce sereno e solo la morte della nonna gli fa conoscere per la prima volte il dolore. Crescendo stringe amicizia con la vicina Jenny, la sua prima amica e poi il suo primo amore. Dopo il diploma, Joe parte per il college con l'intenzione di studiare medicina come il padre. L'università mette alla prova il ragazzo, che sente nostalgia di casa ed è geloso di Jenny, che ha conosciuto un altro ragazzo mentre viaggiava in Europa con il padre Ned. Tuttavia, i due si riuniscono quando la ragazza torna in America.
La situazione peggiora ancora: tutti gli amici di Jenny si sono sposati ormai e anche lei vorrebbe convolare a nozze, ma le risorse limitate di un medico alle prime armi come Joe non le permettono di realizzare il proprio sogno. Ricorre dunque al padre Ned, che offre a Joe una posizione ben retribuita nella sua azienda. Joe è felice dall'offerta, ma la madre Marjorie si preoccupa, dato che ritiene che Jenny lo stia allontanando dai suoi sogni genuini di diventare un medico e aiutare gli altri. Accusa quindi Jenny di non avere le qualità per essere una buona moglie. Il furioso litigio che segue fa venire un attacco di cuore a Marjorie, che muore. I due riescono quindi a sposarsi nonostante la contrarietà delle rispettive famiglie, anche se Joe rifiuta il lavoro offertogli da Ned e decide di continuare con la carriera medica.

### Atto II
Con il passare degli anni le cose cambiano: la grande depressione ha travolto il business di Ned, mandandolo in rovina e costringendolo a trasferirsi dalla figlia e dal genero, che ha rivalutato e ora considera un uomo onesto e capace. Jenny però non è cambiata quanto il padre e continua a sognare una vita lussuosa che il marito non può permettersi. A Joe viene offerto di diventare socio di uno studio medico prestigioso a Chicago, ma non sa se accettare dato che questo comporterebbe trasferirsi lontano dall'anziano padre; spinto da Jenny però finisce per accettare il lavoro.
A Chicago Jenny trova l'ambiente adatto a lei, mentre Joe fatica con il lavoro e viene aiutati dall'infermiera Emily a concentrarsi. Joe fatica ad abituarsi alle politiche dell'ospedale e va in crisi quando scopre che Jenny lo tradisce con il ricco e potente Landsale, che gli offre il ruolo di primario dell'ospedale. Ma Joe, quando sembra sul punto di accettare, rifiuta la promozione in un accorato discorso in cui annuncia il suo desiderio di tornare al paesello, dove assisterà l'anziano padre nello studio di famiglia. Jenny è furiosa, ma gli amici di Joe sono felici per lui ed Emily e Charlie )il nipote di Digby Denby e compagno di studi di Joe) decidono di seguirlo.

## Brani musicali
Atto I
- "Overture" - Orchestra
- "Joseph Taylor, Jr." – Cast
- "I Know It Can Happen Again" – Nonna Taylor
- "Pudgy Legs" - Ensemble
- "One Foot, Other Foot" – Ensemble
- "Children's Dance" - Orchestra e bambini
- "Grandmother's Death: I Know It Can Happen Again (Reprise)" - Nonna Taylor
- "Winters Go By" - Ensemble
- "Poor Joe" - Ensemble
- "Diploma" - Ensemble
- "A Fellow Needs a Girl" – Dr. Taylor e Marjorie Taylor
- "Dance: Freshmen Get Together" – Orchestra e cast
- "A Darn Nice Campus" – Joe Taylor
- "Wildcats" – Ensemble & Joe Taylor
- "Jennie Reads Letter: A Darn Nice Campus (Reprise)" - Jennie Brinker
- "Scene of Professors" - Professori, Joe Taylor, Jennie Brinker e cast
- "So Far" – Beulah
- "You Are Never Away" – Joe Taylor e cast
- "You Are Never Away (Encore)" - Joe Taylor e cast
- "Poor Joe (Reprise)" - Ensemble
- "What a Lovely Day for a Wedding" – Ensemble e Mr. Brinker
- "It May Be a Good Idea for Joe" – Charlie Townsend
- "Finale Act I: I Know It Can Happen Again/To Have and To Hold/Wish Them Well" - Ensemble

Atto II
- "Entr'acte" - Orchestra
- "Money Isn't Everything" – Jennie Brinker e mogli
- "Dance: Money Isn't Everything" - Orchestra
- "Poor Joe (Reprise)" - Ensemble
- "You Are Never Away (Reprise)" - Joe Taylor
- "A Fellow Needs a Girl (Reprise)" - Majorie Taylor
- "Ya-ta-ta" – Charlie Townsend e cast
- "The Gentleman Is a Dope" – Emily
- "Allegro" – Charlie Townsend, Joe Taylor, Emily e cast
- "Allegro" Ballet - Orchestra e cast
- "Come Home" – Marjorie Taylor e cast
- "Finale Ultimo: Ya-ta-ta/Come Home/One Foot, Other Foot"  – Ensemble

## Storia delle rappresentazioni

### Il debutto a Broadway
Al momento del debutto Allegro era molto atteso a Broadway e aveva già venduto 750.000 dollari in prevendite. Il musical debuttò al Majestic Theatre di Broadway il 10 ottobre 1947 con un cast che annoverava John Battles (Joseph Taylor, Jr.), Annamary Dickey (Majorie Taylor), William Ching (Dr. Joseph Taylor), Roberta Jonay (Jennie Brinker), Lisa Kirk (Emily) e John Conte (Charlie Townsend). La regia e le coreografie erano firmati da Agnes de Mille. Le recensioni furono contrastanti e la notte della prima fu offuscata da una furiosa contesa tra la produzione e il sindacato degli attori. In totale, Allegro rimase in cartellone per 315 rappresentazioni fino all'11 luglio 1948.

### Altre rappresentazioni
Dopo la chiusura a Broadway, lo show fu riproposto sulle scene statunitensi in una tournée durata otto mesi e che attraversò il Paese. Dopo aver goduto di una certa popolarità tra le compagnie amatoriali durante gli anni cinquanta, Allegro è stato rappresentato di rado da compagnie professioniste, tra cui un allestimento a St. Louise nel 1955, uno a East Haddam nel 1968 e uno a Filadelfia nel 1971. Nel marzo del 1994 Allegro è stato riproposto sulle scene di New York in un'edizione concertistica e semi-scenica al New York City Center con la regia di Susan H. Schulman e un cast che annoverava Stephen Bogardus (Joe Taylor), Karen Ziemba (Beulah), Jonathan Hadary (Charlie), Christine Ebersole (Emily), Christopher Reeve (Narratore) e il premio Oscar Celeste Holm (Nonna).
Nel 2004 una versione semplificata e accorciata fu portata in scena ad Arlington e nello stesso anno Allegro fece il suo debutto sulle scene canadesi. Nel 2014 John Doyle ha diretto un revival del musical nell'Off-Broadway, in un allestimento della durata di soli novanta minuti alla Classic Stage Company e con un cast che includeva Claybourne Elder (Joe) e Malcolm Gets (Joseph Taylor). La prima europea del musical è avvenuta nel 2016 quando il musical è stato portato in scena alla Southwark Playhouse di Londra.

## Incisioni discografiche
Nel 1947 il cast originale di Broadway incise una versione ridotta della partitura. Nel 2008 è stata realizzata una nuova incisione prodotta dalla Sony Music e con un cast prestigioso che includeva Patrick Wilson (Joe), Nathan Gunn (Joseph), Audra McDonald (Marjorie), Marni Nixon (Nonna), Laura Benanti (Jennie), Liz Callaway (Emily), Judy Kuhn (Beulah) e Norbert Leo Butz (Charlie).